# 젠더먼역
젠더먼역(중국어: 健德门站)은 중국 하이뎬구 화위안루 가도와 차오양구 야윈춘 가도 경계의 베이투청 서로·징장 고속공로 교차로의 젠더먼 하방에 위치한 베이징 지하철 10호선의 지하철역으로, 2008년 7월 19일 10호선 1단계 개통과 함께 운행을 개시하였다.

## 위치
이 역은 원대도인 젠더먼(현, 젠더차오)에 위치하고 있으며, 하이뎬구의 베이투청 서로와 바다링 고속공로의 교차점에 위치한다.

## 역 구조
젠더차오 파일의 한계로 인하여 이 역은 양쪽 끝에 분리형 섬식 승강장이 있는 지하 단층 단일 구멍 분리 스테이션으로 설계되었다. 주요 구조의 중간 부분은 2개의 단일 구멍으로 구성된다. 얕게 매설하고 은폐하는 굴착 방식, 끝 부분은 오픈 컷 공법을 사용하여 건설된 2층, 3경간, 2기둥 직사각형 프레임이다.

### 층별 구조
| 지면층             | 출입구                          | A-D출입구                        |
| 지하 1층 대합실 층 | 대합실                          | 보안 검색, 고객센터, 출입 게이트 |
| 지하 2층 승강장    | ←                               | ■ 10호선 외선순환 (무단위안)     |
| 지하 2층 승강장    | 섬식 승강장, 왼쪽 출입문이 열림 |                                  |
| 지하 2층 승강장    | →                               | ■ 10호선 내선순환 (베이투청)     |

### 대합실

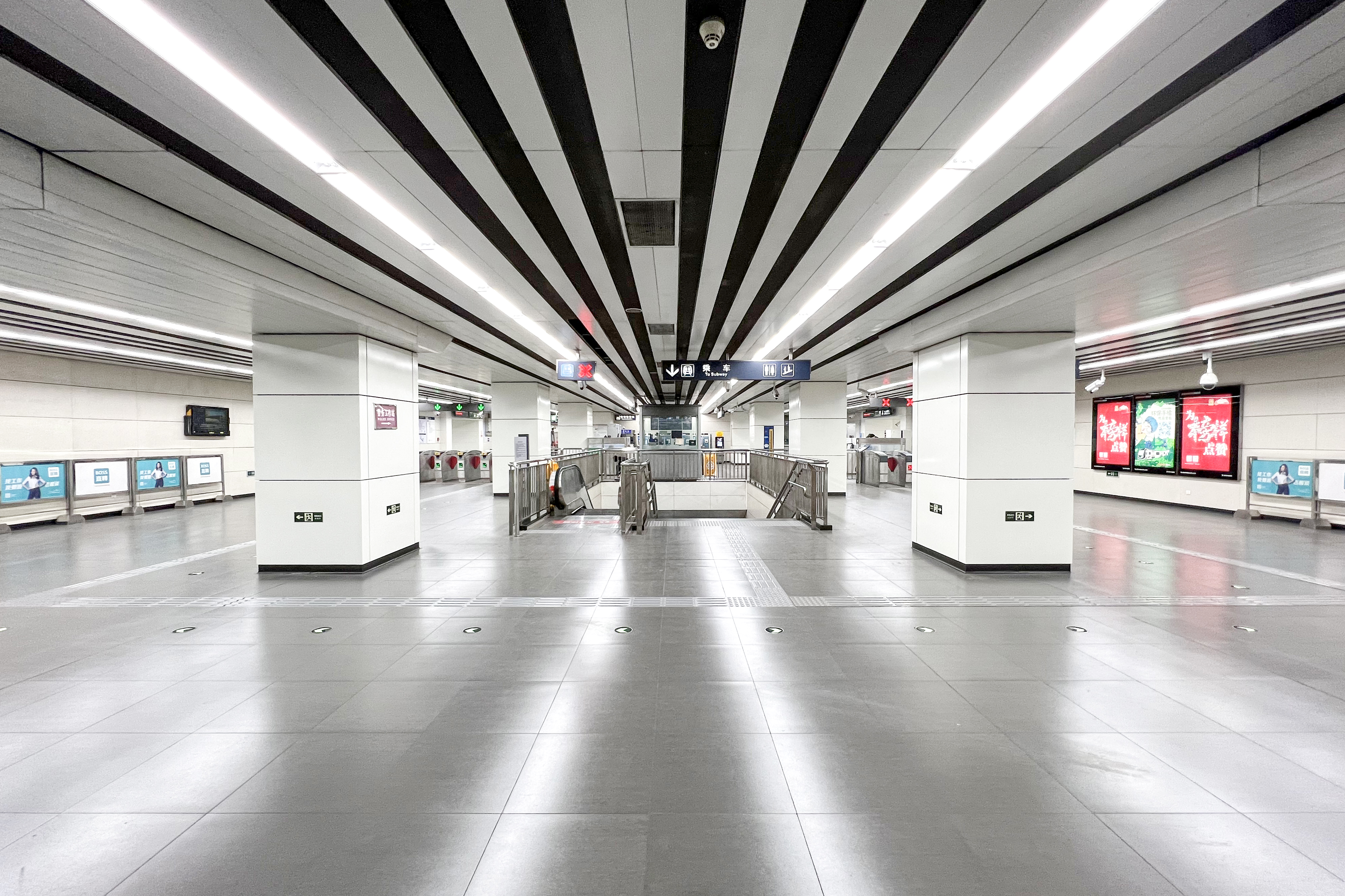
젠더먼역 서쪽 대합실(2021년 12월 촬영 사진)

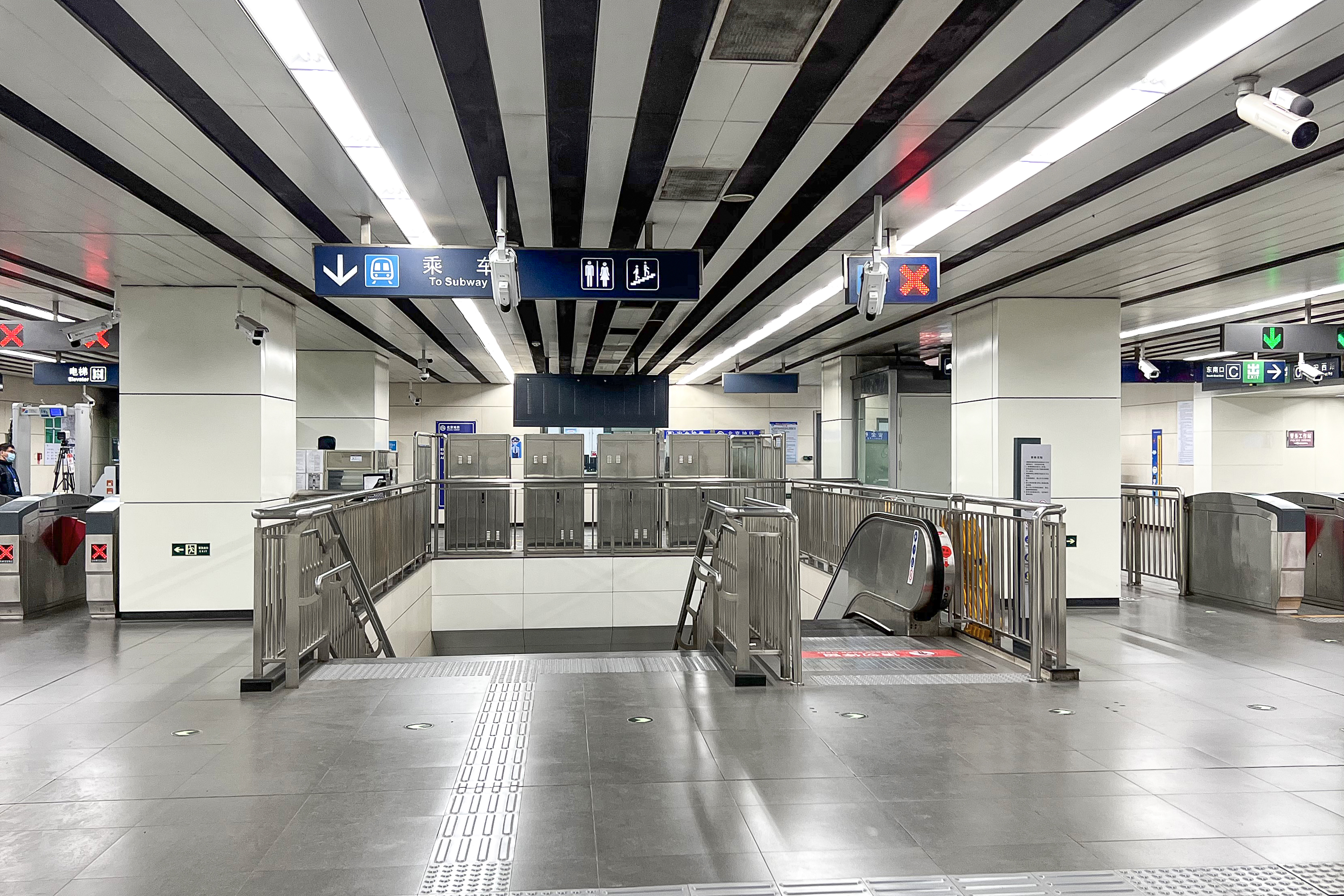
젠더먼역 동쪽 대합실(2021년 12월 촬영 사진)

이 역은 젠더먼차오의 동쪽과 서쪽에 각각 대합실이 있다. 서쪽 역 홀의 동쪽에는 호우이민이 만든 부조 벽화 "육체의 만리장성"《血肉长城》이 있다.

### 승강장
이 역에는 베이투청 서로 지하에 섬식 승강장이 위치한다.

승강장 전경(2018년 3월 촬영)

## 출구
이  역에는 현재 A(북서쪽), C(남동쪽), D(남서쪽)의 3개 출입구가 존재한다.
|                         |                                | |      |             |
| 출구                    | 지시                           | 출구 인근 | 사진 | 무장애 시설 |
| 出口 · A                | 베이투청 서로(北土城西路) 북측 | 이헝·환싱 과학기술혁신단지(易亨·环星科创园), 베이징 의과대학 부속 고등학교(北京医学院附属中学)                                                                |      | 빈칸        |
| 出口 · C                | 베이투청 서로(北土城西路) 남측 | 젠안 서로(健安西路), 중국국제과학기술전시센터(中国国际科技会展中心)                                                                                           |      |             |
| 出口 · D                | 베이투청 서로(北土城西路) 남측 | 마뎬 동로(马甸东路), 마뎬 공원(马甸公园), 원대도 성벽 유적지 공원(元大都城垣遗址公园), 국가시장감독관리총국 마뎬 사무실 지역(国家市场监督管理总局 马甸办公区) |      | 빈칸        |
| 아이콘 설명: 엘리베이터 |                                | |      |             |